# جمهورية الجزر السبع الموحدة
جمهورية الجزر السبع هي جمهورية أوليغارشية نشأت بين عامي 1800 و1807، تحت السيادة الاسمية للإمبراطوريتين الروسية والعثمانية، ضمن الجزر الأيونية (وهي كورفو وباكسي وليفكادا وكيفالونيا وإيثاكا وزاكينثوس وكيثيرا).
تأسست الجمهورية بعد استيلاء أسطول روسي عثماني مشترك على الجزر وانتهاء حكم الجمهورية الفرنسية الأولى على الجزر، والذي استمر لعامين. أمل سكان الجزيرة بالحصول على الاستقلال الكامل، لكن الدولة الجديدة حصلت على الاستقلال الذاتي، وأصبحت تابعة لمقر الباب العالي في الإمبراطورية العثمانية. على الرغم من ذلك، كانت تلك أول مرة يحصل فيها اليونانيون على حكم ذاتي منذ سقوط آخر بقايا الإمبراطورية البيزنطية بأيدي العثمانيين عام 1460. في عام 1807، جرى التنازل عن الجمهورية لصالح الإمبراطورية الفرنسية الأولى بقيادة نابليون، لكن فرنسا لم تلحق الجزر بإمبراطوريتها، وأبقت مؤسسات الحكومة فيها. استولى البريطانيون تدريجيًا على الجزر، وعقب معاهدة باريس، نُظمت الجزر لتشكيل ولايات الجزر الأيونية المتحدة تحت الحماية البريطانية.

## خلفية: الحكم الفرنسي والاحتلال الروسي للجزر الأيونية
كانت الجزر الأيونية (كورفو وباكسي وزاكينثوس وكيفالونيا وليفكادا وإيثاكا وكيثيرا)، بالإضافة إلى الأراضي المعزولة لبر إبيروس الداخلي –مثل مدن بارغا وبروزة وفونيتسا وباتروتام الساحلية– عبارة عن ممتلكات خاضعة للحكم البندقي لعدة قرون، لذا أصبحت تلك الجزر الجزء الوحيد من العالم اليوناني التي استطاعت التخلص من احتلال الإمبراطورية العثمانية، فنمت فيها ثقافة محلية متمايزة، وأصبحت مكانًا «للتفاعلات الديناميكية بين الغرب والشرق اليوناني»، فكانت «نافذة الثقافة اليونانية المطلة على الغرب»، والتي انتقلت عبرها الأفكار والثقافة الأوروبية الغربية إلى العالم اليوناني.
تحت الحكم البندقي، قُسم سكان الجزر إلى ثلاث فئات، وهي فئة النبلاء ذوي الامتيازات وفئة الطبقة الوسطى الحضرية وفئة عامة الشعب. كان معظم النبلاء من ملاك الأراضي، وازدروا النشاطات التجارية، والتي تُركت لسكان المناطق الحضرية. نتيجة ذلك، أصبحت الطبقة الأخيرة تمتلك ثروة وأراضٍ هائلة، وطمحت إلى مشاركة الطبقة الحاكمة. ووفق هذا السياق، هُمش عامة الشعب والفلاحون سياسًا بشكل عام. اضطرب هذا النظام الاجتماعي الذي يعود تاريخه إلى العصور الوسطى عقب سقوط جمهورية البندقية عام 1797، عندها خضعت الجزر للسيطرة الفرنسية. بعد فترة قصيرة، ووفق معاهدة كامبو فورميو، ضُمت الجزر إلى الجمهورية الفرنسية وقُسمت وفق 3 أقاليم. رحّب الشعب بالجمهورية الفرنسية، وطُبقت أفكار الثورة الفرنسية المتطرفة ما أدى إلى إلغاء طبقة النبلاء المحلية، وتحقيق المساواة في المجتمعات الدينية والاجتماعية (الأرثوذكس والكاثوليك واليهود) وتنصيب أنظمة ديموقراطية وحكومات محلية ذاتية في الجزر. أوجد الفرنسيون أيضًا أول نظام تعليمي عمومي في الجزر، وأدرجوا أول صحافة مطبوعة في ما يُعرف اليوم باليونان.
كان كره الطبقة الأرستقراطية المحلية للوجود الفرنسي أمرًا حتميًا، وهي الطبقة التي حُرمت من امتيازاتها، بينما أدت الضرائب المرتفعة والسياسة المعادية للإكليروس إلى تناقص شعبية الفرنسيين ضمن قطاعات عريضة من السكان أيضًا. عقب الغزو الفرنسي لمصر، أشعل الوجود الفرنسي في الجزر الأيونية معارضة العثمانيين والإمبراطورية الروسية، والتي تحالفت مع بريطانيا في حرب التحالف الثاني. أصدر بطريرك القسطنطينية المسكوني غريغوري الخامس إعلانًا لسكان الجزر يشجب فيه الفرنسيين «الكفار»، ودعى السكان إلى التمرد، ووعدهم، باسم الباب العالي في الإمبراطورية العثمانية، بالسماح لهم باختيار شكل الحكومة التي يريدونها. في خريف عام 1798، أخلى أسطول عثماني روسي الفرنسيين من الجزر الأخرى واستولى على جزيرة كورفو في الرابع من شهر مارس عام 1799، بينما اغتنم على باشا الألباني الفرصة، وهو حاكم باشوية يانينه المستقل، للاستيلاء على باتروتام وبروزة وفونيتسا وانتزاعها من أيدي الفرنسيين.

## تأسيس جمهورية الجزر السبع

### استعادة النبالة
في جميع الجزر التي احتلها الروس، نصبوا إدارات مؤقتة تتألف من النبلاء وسكان المدن. في الثاني والعشرين من شهر مارس، دعت السلطات الروسية مجالس النبلاء لاستلام حكم الجزر الأيونية، وهكذا عادت تلك الجزر إلى وضعها السابق. في اليوم التالي، أُعيد تكوين مجلس كورفو الكبير، وكان أول عمل أدّاه هو التصويت لشكر حكام الحلفاء، أي السلطان العثماني والقيصر الروسي والملك البريطاني. وفي زاكينثوس، قرر مجلس النبلاء المحلي توجيه شكره خصيصًا للبريطانيين، وذلك تعبيرًا عن الميول المناصرة لبريطانيا في الجزيرة، والسبب هو العلاقات والروابط التجارية القريبة التي سادت في تجارة تلك الفترة.
في السادس من شهر مايو عام 1800، أعلن قائدا الأسطولين أن الجزر الأيونية ستكشل دولة واحدة، يحكمها مجلس شيوخ في مدينة كورفو ويتألف من ثلاث نواب لكورفو وسيفالونيا وزاكينثوس على التوالي، ونائبان من ليفكادا، ونائب واحد لكلٍ من إيثاكا وكيثيرا وباكسي. عُيّن النبيل أنجليو أوريو، وهو من البندقية وآخر «بروفيدتوري» من أرغوستولي، زعيمًا لمجلس الشيوخ، وائتُمن على وضع دستور للدولة الجديدة. تألف دستور أوريو الأول من 28 فقرة وملحق واحد، وقام على أساس النظام الأرستقراطي، فكان لكل جزيرة مجلس أعظم يتألف من النبلاء والطبقة العليا من البرجوازيين. كان على المجالس الكبرى في كل جزيرة انتخاب أعضاء مجلس الشيوخ. كان لكل جزيرة مجلس إدارة محلي خاص يتألف من 6 أعضاء وخزينة، أما الخزينة المركزية فكانت في كورفو. تمتع مجلس الشيوخ بالسلطة التنفيذية المطلقة، وكان رئيس المجلس هو رئيس الدولة. باستطاعة المجالس الكبرى في الجزر الثلاث الكبرى انتخاب مجلس أصغر مؤلف من 40 عضو، وسيكون ذلك المجلس مسؤولًا عن تحقيق العدالة واختيار المسؤولين وإصدار الإرشادات التشريعية. كان على كل مجلس في الجزيرة إقرار القوانين التي يمررها مجلس الشيوخ. بالإضافة لذلك، سُمح باستخدام اللغة اليونانية لأول مرة في المحاكم. استعاد أوشاكوف أيضًا مطرانية كورفو الأرثوذكسية، والتي أُلغيت سابقًا في القرن الثالث عشر على يد حكام آل آنجو الذي حكموا كورفو.

### معاهدة القسطنطينية
في الحادي والعشرين من شهر يونيو عام 1799، أرسل مجلس الشيوخ وفدًا مؤلفًا من 12 عضوًا إلى القسطنطينية وسان بطرسبرغ، كل عضوٍ من نخبة الطبقات الاجتماعية لكلّ جزيرة، والهدف من الوفد هو التعبير عن امتنان مجلس الشيوخ للسلطان والقيصر، وتأمين اعترافهما باستقلال الدولة الجديدة. طُلب من الوفد أيضًا تأليف مسودة دستور ورفعها من أجل إقرارها، وممارسة الضغط السياسي لاستعادة الحدود البحرية والبرية للجزر تزامنًا مع انسحاب علي باشا من باتروتام وبروزة وفونيتسا. كان أوريو من أعضاء الوفد، ورُشح اسمه لمنصف سفير الجزر في سان بطرسبرغ، بينما مُنح الكونت سبيريدون جورج تيوتوكس منصب رئاسة مجلس الشيوخ، وهو الذي ترأس سابقًا مجلس البلدية المؤقت إبان الحكم الفرنسي.
عندما وصل الوفد إلى القسطنطينية، أدرك على الفور أن الباب العالي ليس مهتمًا بالاعتراف باستقلال الجزر، بل بتأسيس دولة تابعة للسيادة العثمانية. بقي اثنان من أعضاء الوفد في القسطنطينية –وهما أنطونيو ماريا كابودسترياس كونت كورفيو، ونيكولاوس غرادينغوس ديسيلاس كونت زاكينثوس– لإبرام مفاوضات مع الباب العالي، بينما طُلب من أوريو ومبعوث آخر يدعى كلاداس عرض القضية الأيونية في سان بطرسبرغ. في المفاوضات التي عقبت تلك الأحداث، اختلف وفد القسطنطينية مع وفد سان بطرسبرغ حول طبيعة الكيان الجديد المُزعم تأسيسه. 
في الحادي والعشرين من شهر مارس عام 1800، أُبرمت معاهدة القسطنطينية بين روسيا والعثمانيين، واشترك فيها البريطانيون لاحقًا، فتأسست إثر ذلك جمهورية الجزر السبع المتحدة، أول دولة يونانية مستقلة منذ سقوط الإمبراطورية البيزنطية. وفقًا لشروط المعاهدة، كانت الجزر الأيونية دولة فيدرالية واحدة، مع احتفاظ كل جزيرة بدرجة من الاستقلال الذاتي.